# Romersk rit
Romersk rit är ett begrepp inom liturgivetenskap och romersk-katolsk kyrkorätt. De äldsta kristna kyrkorna, romersk-katolska kyrkan och de ortodoxa kyrkorna, uppdelas efter rit, d.v.s. liturgisk tradition. Man talar om latinsk rit (västlig rit) och grekisk rit (östlig, orientalisk rit), och i förlängningen om latinsk respektive östlig kyrka. Dessa två kyrkor indelas sedan i mindre riter.

## Andra latinska riter
Inom den latinska kyrkan är den romerska riten den största och alltsedan Trientkonciliet normerande, men det finns andra latinska riter: dels de riter som är knutna till ett visst stift eller annat geografiskt område (riten av Braga, den medeltida engelska sarumriten, den ambrosianska riten i ärkestiftet Milano, riten i ärkestiftet Lyon...), dels de riter som utmärker vissa äldre ordnar: den dominikanska riten, den kartusianska, norbertinernas rit, karmelitordens Jerusalem-rit är de främsta.

## Tridentinska kyrkomötet
Trientkonciliet (1545-1563), som oroade sig för en eventuell urvattning och protestantisering av liturgin, stadgade att de latinska riterna skulle ses över för att vid behov gallra ut sentida, tvetydiga tillägg och således återställa en trogen tradition för varje latinsk rit. De liturgiska böckerna för varje latinsk rit skulle sedan nytryckas. Latinska riter som i denna process inte kunde uppvisa en ålder och kontinuitet om minst 200 år förbjöds till förmån för den romerska riten. Övriga latinska riter bekräftades.

## Östliga riter
Den romerska riten skall inte förväxlas med romersk-katolska kyrkan. Alltsedan den stora kyrkosplittringen (schismen) år 1054 är kyrkogemenskapen mellan Rom och en stor del av de östliga kyrkorna bruten, vilket man under seklernas lopp vid flera tillfällen sökt övervinna. Emellertid står flera östliga kristna i kommunion med Rom (östkatolska kyrkor). Således återfinns samtliga östriter i den romersk-katolska kyrkan, om än de östliga katolikerna i förhållande till de ortodoxa kristna är få. I de ortodoxa kyrkorna finns däremot ingen latinsk rit.

## Reformering av den latinska riten
Den latinska riten reformerades efter beslut av andra Vatikankonciliet (liturgikonstitutionen Sacrosanctum Concilium 1963). Den allmänt brukade ordningen för mässan (Missale Romanum) trädde i kraft 1969, i officiell svensk version 1987; en ny officiell översättning tas i bruk 2013. Den dittillsvarande formen av den romerska riten, ibland kallad tridentinsk rit, har emellertid bestått och är alltjämt levande. S.k. traditionalistiska katoliker firar inte sällan uteslutande denna rit. 2007 stadgade påven Benedict XVI i motu proprio Summorum pontificum att dessa båda former, den ordinarie och den extraordinarie (enligt Johannes XXIII:s missale av år 1962), kyrkorättsligt sett skall betraktas som två olika former av en och samma romerska rit.